# アポストル 復讐の掟
『アポストル 復讐の掟』（アポストル ふくしゅうのおきて、Apostle）は2018年に配信されたアメリカ合衆国・イギリス合作のホラー映画。監督はギャレス・エヴァンス、主演はダン・スティーヴンスが務めた。

## ストーリー
トーマス・リチャードソンはキリスト教の聖職者であったが、中国での布教中に義和団事件に巻き込まれ、その際に受けた拷問がきっかけで棄教していた。それ以来、トーマスは自暴自棄な生活を送っていたが、妹のジェニファーだけは彼の心の支えとなっていた。
1905年、ジェニファーがカルト教団に誘拐される。トーマスは入信者を装い、教団の本部がある絶海の孤島に乗り込んだが、そこには教団が謳うユートピアとはほど遠い凄惨な光景が広がっていた。教団の指導者であるマルコム・ハウは自分に逆らうものを容赦なく処刑しており、ジェニファーを生贄として女神に捧げようとしていた。マルコムの信頼を勝ち取った後、トーマスはジェニファーを救出するべく奔走していた。
やがて、教団が信仰する女神は実在するものの、その実態は聖なる存在ではなく、人の生き血を欲する魔物であることが判明する。

## キャスト
※括弧内は日本語吹替
- ダン・スティーヴンス - トーマス・リチャードソン（西健亮）
- マイケル・シーン - マルコム・ハウ（家中宏）
- マーク・ルイス・ジョーンズ - クイン（廣田行生）
- ポール・ヒギンズ - フランク
- ルーシー・ボイントン - アンドレア・ハウ（清水理沙）
- ビル・ミルナー - ジェレミー（上村祐翔）
- クリスティン・フロセス - フィオン
- エレン・リス - ジェニファー・リチャードソン
- シャロン・モーガン - 女神
- セバスチャン・マックチェイン - グラインダー
- ロス・オヘネシー - 教団員
- ガレス・ピアス - 教団員
- その他の日本語吹き替え：ブリドカットセーラ恵美／田中明生／中村綾／小見川千明／石原辰己／内田紳一郎／山本満太／酒元信行／真木駿一／吉田健司／近内仁子／内海安希子／佐野愛／本多新也／桜岡あつこ／須川晶紀／相沢まさき

日本語版スタッフ：演出：藤本直樹、翻訳：徳植雅子、録音・調整：飯野和義、録音スタジオ：オムニバス・ジャパン、制作：ACクリエイト

## 製作
2016年11月2日、ギャレス・エヴァンス監督が新作映画の製作を進めていると報じられた。3日、ダン・スティーヴンスが本作に出演するとの報道があった。2017年3月、マイケル・シーン、ルーシー・ボイントン、ビル・ミルナー、クリスティン・フロセスがキャスト入りし、Netflixが本作の配信権を獲得した。4月、本作の主要撮影がウェールズで始まった。

## 公開・マーケティング
2017年5月6日、本作の劇中写真が公開された。2018年9月17日、Netflixが本作の予告編を公開した。21日、本作はファンタスティック・フェストでプレミア上映された。

## 評価
本作は批評家から好意的に評価されている。映画批評集積サイトのRotten Tomatoesには54件のレビューがあり、批評家支持率は80%、平均点は10点満点で6.7点となっている。サイト側による批評家の見解の要約は「『アポストル 復讐の掟』は安易なおどろかしに堕すことに抵抗しており、穏やかな世界から恐怖に満ちた世界へゆっくりかつ着実に移行させている。それできたのはダン・スティーヴンスの鬼気迫る演技のお陰である。」となっている。また、Metacriticには17件のレビューがあり、加重平均値は62/100となっている。